# Herbert Kisza
Akademický malíř Herbert Kisza (* 16. června 1943 v Podoboře u Českého Těšína) je český malíř, sochař grafik.

## Život
Narodil se v Podoboře jako nejmladší ze tří dětí. Otec byl elektrikář, matka se starala o rodinné hospodářství, děti vyrůstaly ve venkovském prostředí a do školy jezdily do Těšína. Otec Herberta měl jako svůj koníček malování, a proto syna podporoval při jeho rozhodování, kde a co by měl dál studovat, takže ten nastoupil na Školu uměleckých řemesel v Brně. Již na této škole začal objevovat další výtvarné techniky. Po maturitě vystudoval malbu na Vysoké škole uměleckoprůmyslové v Praze u profesora A. Fišárka. Pražská léta hodnotí jako velice šťastná nejen kvůli studiu, ale i díky pražskému studentskému životu a možnostem, díky kterým v té době procestoval Evropu.
V roce 1967 Kisza dostudoval, stal se umělcem na volné noze a nedlouho po normalizaci se oženil. Se ženou Ivanou se odstěhoval do Kadaně, kde koupili dům a zplodili tři děti. V Kadani založil v Lidové škole umění výtvarný obor a tři roky zde vyučoval. Poté se začal více věnovat grafice, protože mu, podle jeho slov, „přišlo líto prodávat obrazy“. V jeho pozdější tvorbě se objevuje více sochařství, je např. spoluzakladatelem sochařských sympózií v Kadani.

## Umělecká tvorba
Herbert Kisza je typem umělce, který svou výraznou schopností imaginace dovede přetvářet vnímanou objektivní realitu v báseň, plnou symbolů a metafor. Z jeho prací je cítit, že je nepřetržitě okouzlován, jako by žil ve stálém vytržení nad všemi projevy živoucího pulsu přírody. Atmosféra jeho obrazů a grafik je prosycena jakousi přítomností zázraku, čerpaného z archetypu dávných přírodních mýtů.
Pro Kiszovu malbu a grafiku je charakteristická měkká básnivá atmosféra a prostorová hloubka, kterou v grafice dociluje použitím techniky akvatinty (tisk z hloubky). Důležitým výrazovým prostředkem v těchto obrazech a grafikách je světlo, které se rozlévá po vyobrazené krajině a předmětech a stává se výrazným významotvorným činitelem.
Kisza je v pravém slova smyslu moderním romantikem. Není proto divu, že se usadil v Kadani, kde samo starobylé město i jeho okolí s překrásně romantickou krajinou, kterou protéká řeka Ohře, tvoří jeho každodenní inspiraci na vycházkách do okolí. Tato krajina kontrastuje s moderními průmyslovými objekty, elektrárnami a sítěmi vysokého napětí. V námětové rovině Kiszových obrazů a grafických listů se odrážejí obě tváře kraje.
Jeho díla najdeme ve sbírkách Národní galerie v Praze, Galerie Benedikta Rejta v Lounech, v galeriích výtvarného umění v Litoměřicích, Mostě, Liberci aj.